# Epischura smirnovi
Epischura smirnovi is een eenoogkreeftjessoort uit de familie van de Temoridae. De wetenschappelijke naam van de soort is voor het eerst geldig gepubliceerd in 1961 door Borutsky.